# كاتوفيتز (منطقة)

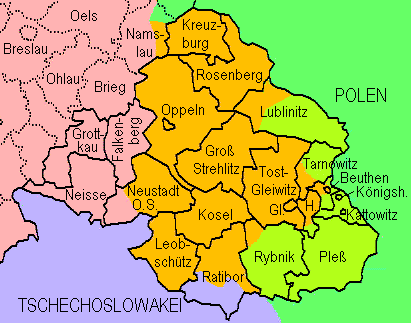

شرق سيليزيا العليا (بالألمانية: Ostoberschlesien)‏ أقصى أطراف سيليزيا، الجزء الشرقي من منطقة سيليزيا العليا حول مدينة كاتوفيتشي (بالألمانية: Kattowitz)‏.  يستخدم هذا المصطلح في المقام الأول للدلالة على تلك المناطق التي أصبحت جزءًا من الجمهورية البولندية الثانية في 20 يونيو 1922، نتيجة لمعاهدة فرساي بعد الحرب العالمية الأولى. قبل الحرب العالمية الثانية، كانت الجمهورية البولندية الثانية تدير المنطقة باعتبارها محافظة سيليزيا ذاتية الحكم. شرق سيليزيا العلوي كان يعرف أيضًا باسم سيليزيا البولندية (العليا) ، وكانت سيليزيا الألمانية (العليا) معروفة باسم سيليزيا العليا الغربية.

## سيليزيا بين الحربين
| تقسيم:         | المساحة في عام 1910 (كم 2 ) | حصة الأرض | عدد السكان عام 1910 | بعد جزء WW1 من:                           | ملاحظات |
| سيليزيا السفلى | 27105 كيلومتر 2             | 100٪      | 3,017,981           | مقسمة بين:                                |         |
| -------------- | --------------------------- | --------- | ------------------- | ----------------------------------------- | ------- |
| إلى بولندا     | 526 كم 2                    | 2٪        | 1٪                  | محافظة بوزنان (Niederschlesiens Ostmark ) | [ 6 ]   |
| إلى ألمانيا    | 26,579 كم 2                 | 98٪       | 99٪                 | مقاطعة سيليزيا السفلى                     |         |
| سيليزيا العليا | 13,230 كيلومتر 2            | 100٪      | 2,207,981           | مقسمة بين:                                |         |
| إلى بولندا     | 3,225 كيلومتر 2             | 25٪       | 41٪                 | محافظة سيليزيا                            | [ 8 ]   |
| لتشيكوسلوفاكيا | 325 كيلومتر 2               | 2٪        | 2٪                  | منطقة هلوجين                              |         |
| إلى ألمانيا    | 9680 كيلومتر 2              | 73٪       | 57٪                 | مقاطعة سيليزيا العليا                     |         |